# Райли, Кит
Кит А́ллен «Уи́лс» Ра́йли (англ. Keith Allen «Wheels» Reilly; 1938, Ochre River, Манитоба — 18 декабря 2012, Торонто) — канадский кёрлингист и тренер по кёрлингу.
В составе мужской сборной Канады бронзовый призёр чемпионата мира 1967. Чемпион Канады среди мужчин (1967).
Играл на позиции первого.

## Достижения
- Чемпионат мира по кёрлингу среди мужчин: бронза (1967).
- Чемпионат Канады по кёрлингу среди мужчин: золото (1967).

- Команда «всех звёзд» (англ. All Star Team) мужского чемпионата Канады: 1967[3].

## Команды
| Сезон   | Четвёртый    | Третий    | Второй      | Первый    | Турниры           |
| ------- | ------------ | --------- | ----------- | --------- | ----------------- |
| 1966—67 | Альф Филлипс | Джон Росс | Рон Мэннинг | Кит Райли | ЧК 1967 · ЧМ 1967 |

(скипы выделены полужирным шрифтом)

## Результаты как тренера национальных сборных
| Год  | Турнир                                            | Сборная          | Место |
| ---- | ------------------------------------------------- | ---------------- | ----- |
| 2004 | Тихоокеанско-азиатский чемпионат по кёрлингу 2004 | Япония (мужчины) | 3     |